# Leonard Ho
Leonard Ho est un producteur et réalisateur hongkongais né en 1925 à Hong Kong, où il est mort le 17 février 1997.

## Biographie
À partir de 1959, il participe sous l'égide de Raymond Chow à la création des studios Shaw Brothers, dont il fait partie de l'équipe dirigeante. Il suit Chow lorsque celui-ci quitte la Shaw en 1970 pour fonder la Golden Harvest.

## Filmographie

### Comme producteur
- 1972 : La Fureur de vaincre (Jing wu men)
- 1973 : La Revanche de Wang Yu (Leng mian hu)
- 1973 : Opération dragon (Enter the Dragon)
- 1974 : Stoner se déchaîne à Hong Kong (Tie jin gang da po zi yang guan)
- 1974 : Slaughter in San Francisco
- 1980 : La Danse du lion (Shi di chu ma)
- 1981 : Mo deng tian shi (To Hell with the Devil)
- 1982 : Miracle Fighters  (Qi men dun jia)
- 1982 : Dragon Lord (Long xiao ye)
- 1982 : Prodigal Son (Bai ga jai)
- 1983 : Zu, les guerriers de la montagne magique (Suk san: Sun Suk san geen hap)
- 1983 : Le Marin des mers de Chine ('A' gai waak)
- 1985 : Le Flic de Hong Kong (Fuk sing go jiu)
- 1985 : Xia ri fu xing
- 1985 : Ging chaat goo si
- 1986 : La 7ème malédiction (Yuan Zhen-Xia yu Wei Si-Li)
- 1986 : Eastern Condors (Dung fong tuk ying)
- 1986 : Shanghaï Express (Foo gwai lit che)
- 1986 : Zhi fa xian feng
- 1987 : Yin ji kau
- 1987 : Mister Dynamite (Long xiong hu di)
- 1987 : Action force 10 ('A' gai waak juk jaap)
- 1988 : Le Retour du Chinois
- 1988 : Hua zhong xian
- 1988 : Qun ying luan wu
- 1988 : Police Story (Ging chaat goo si juk jaap)
- 1988 : Qi qiao fu
- 1988 : Kujaku-Ō
- 1990 : Kujaku ô: Ashura densetsu
- 1990 : Huang jia nu jiang
- 1991 : Jie zi zhan shi
- 1991 : Du ba
- 1991 : Armour of God II
- 1992 : Center Stage
- 1992 : Police Story 3
- 1993 : Zhong an zu
- 1993 : Niki Larson (Sing si lip yan)
- 1993 : Supercop 2
- 1994 : Combats de maître 2 (Jui kuen II)
- 1995 : Jackie Chan sous pression (Piklik fo)
- 1995 : Jackie Chan dans le Bronx (Hong faan kui)
- 1996 : Contre-attaque (Jing cha gu shi IV: Jian dan ren wu)
- 1997 : Mister Cool (Yatgo ho yan)
- 1998 : Jackie Chan perd la mémoire (Wo shi shei)
- 1998 : Gwan geun shut daam

### Comme réalisateur
- 1977 : Bruce Lee, the Legend